# Petropawliwska Borschtschahiwka
Petropawliwska Borschtschahiwka (ukrainisch Петропавлівська Борщагі́вка; russisch Петропавловская Борщаговка Petropawlowskaja Borschtschagowka) ist ein Dorf im Westen der ukrainischen Hauptstadt Kiew mit etwa 6000 Einwohnern (2006).

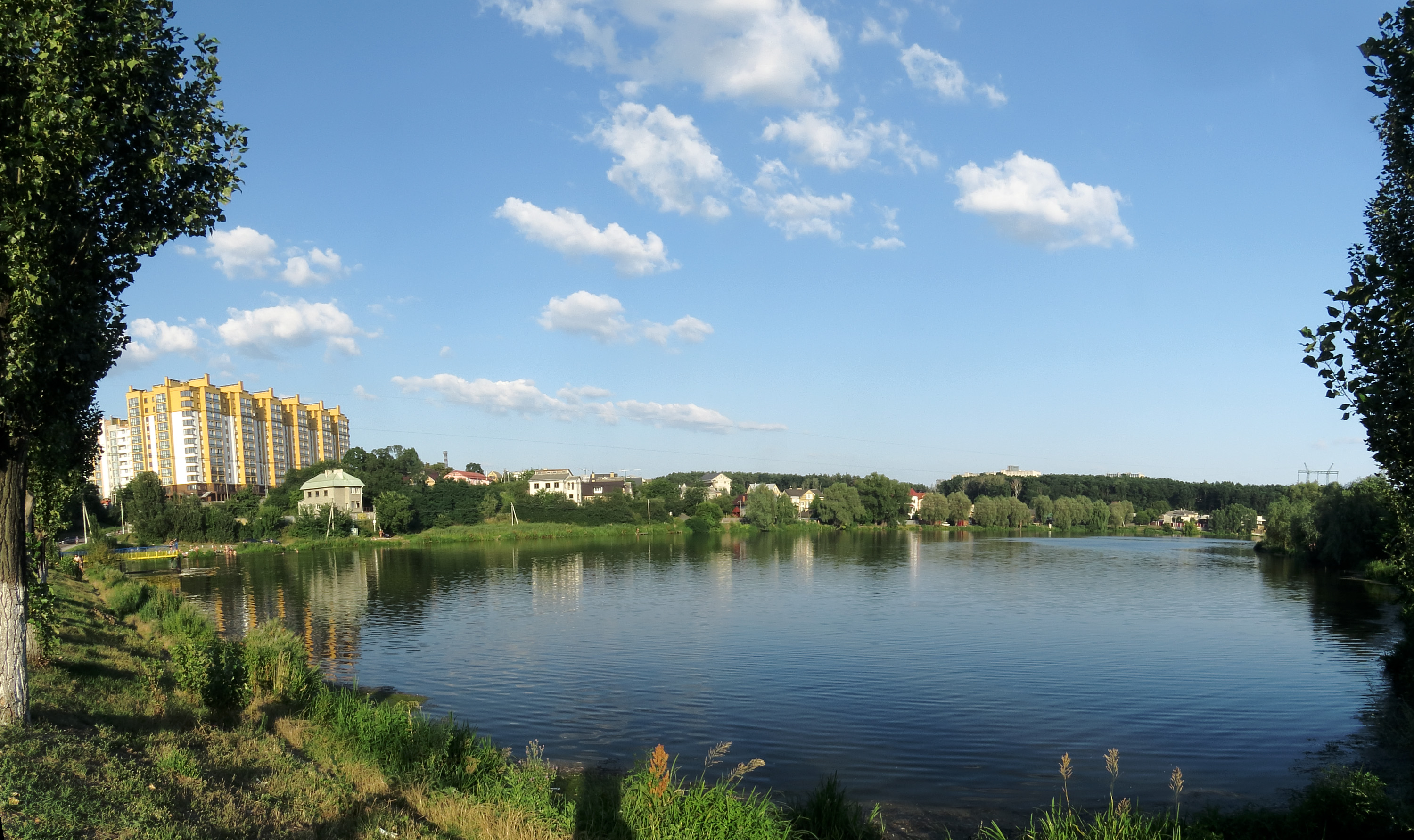
Panoramaansicht des Dorfes

Das 1578 gegründete Dorf liegt an der angestauten Borschtschahiwka (Борщагівка, auch als Нивка Nywka bezeichnet), einem 20 Kilometer langen Nebenfluss des Irpin im Rajon Butscha südlich der Fernstraße M 06/E 40.
Die Ortschaft am westlichen Stadtrand von Kiew (Stadtrajon Swjatoschyn) und dem nördlichen Stadtrand von Wyschnewe befindet sich etwa 15 km westlich vom Stadtzentrum Kiews. Neben Petropawliwska Borschtschahiwka gehörte noch das Dorf Tschajky, in dem sich der Flugplatz Tschajka befindet, zur Landratsgemeinde Petropawliwska Borschtschahiwka.

## Verwaltungsgliederung
Am 12. Juni 2020 wurde das Dorf zum Zentrum der neugegründeten Landgemeinde Borschtschahiwka (Борщагівська сільська громада/Borschtschahiwska silska hromada). Zu dieser zählen auch die 2 in der untenstehenden Tabelle aufgelisteten Dörfer, bis dahin bildete es zusammen mit dem Dorf Tschajky die gleichnamige Landratsgemeinde Petropawliwska Borschtschahiwka (Петропавлівсько-Борщагівська сільська рада/Petropawliwsko-Borschtschahiwska silska rada) im Zentrum des Rajons Kiew-Swjatoschyn.
Am 17. Juli 2020 kam es im Zuge einer großen Rajonsreform zum Anschluss des Rajonsgebietes an den Rajon Butscha.
Folgende Orte sind neben dem Hauptort Petropawliwska Borschtschahiwka Teil der Gemeinde:
| Name                        | Name                  | Name                                                  |
| ukrainisch transkribiert    | ukrainisch            | russisch                                              |
| --------------------------- | --------------------- | ----------------------------------------------------- |
| Sofijiwska Borschtschahiwka | Софіївська Борщагівка | Софиевская Борщаговка (Sofijewskaja Borschtschagowka) |
| Tschajky                    | Чайки                 | Чайки (Tschaiki)                                      |